# مهران نورافکن
مهران نورافکن زاده ۱۷ نوامبر ۱۹۸۶) یک بازیکن فوتبال اهل ایران است.